# Prowincja Sukhothai
Sukhothai (สุโขทัย) – jedna z prowincji (changwat) Tajlandii. Sąsiaduje z  prowincjami Phrae, Uttaradit, Phitsanulok, Kamphaeng Phet, Tak i Lampang.